# آنوشاوان مارتیروسیان
آنوشاوان کیارامی مارتیروسیان (ارمنی: Անուշավան Քյարամի Մարտիրոսյան؛  زادهٔ ۱۹۲۳ - درگذشته تاریخ نامعلوم) کارشناس علوم پرورشی اهل ارمنستان بود.

## زندگی‌نامه
وی در ۱۹۲۳ در شهرستان آنی به دنیا آمد و از دانشگاه دولتی علوم پرورشی خاچاطور آبوویان ارمنستان فارغ‌التحصیل گشت.  همچنین برندهٔ جوایزی همچون آموزگار شایسته ارمنستان شوروی (۱۹۸۰)، نشان لنین، مدال دفاع از قفقاز و مدال به خاطر پیروزی مقابل آلمان در جنگ بزرگ میهنی (۱۹۴۵–۱۹۴۱) شده است. سال درگذشت نامعلوم است